# Ignatiusbriefe

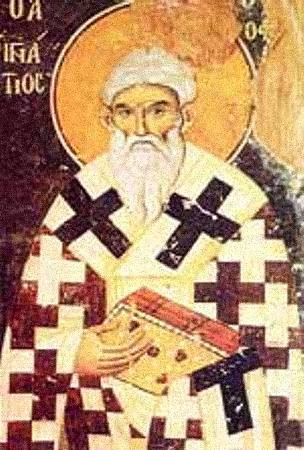
Ignatius, auf einer orthodoxen Ikone dargestellt

Von Ignatius von Antiochien, dem zweiten Bischof von Antiochien, sind sieben heute als echt anerkannte Briefe überliefert, die gemeinhin als Ignatiusbriefe bezeichnet und zusammengefasst werden.
Adressaten der Briefe sind die Kirchen in Ephesus, Magnesia (Brief des Ignatius an die Magnesier), Tralleis, Rom, Philadelphia und Smyrna sowie Bischof Polykarp von Smyrna. Mit Ausnahme Roms befinden sich alle genannten Orte in Kleinasien.
Die Ignatiusbriefe galten früher als die wichtigste Quelle für das Christentum im Beginn des 2. Jahrhunderts, einer Zeit, die ärmer an schriftlichen Quellen zum Christentum ist als jede andere nachchristliche Periode. Sie übten einen bedeutenden Einfluss auf die danach entstehende Theologie aus. Heute wird diese Frühdatierung nur noch selten vertreten.

## Entstehung
Nach allgemeiner Einschätzung entstanden die Briefe, als Ignatius nach seiner Verhaftung in Antiochien zur Hinrichtung nach Rom gebracht wurde. Traditionell wird dieses Ereignis auf das erste Jahrzehnt des 2. Jahrhunderts (107–110) datiert, nach neueren Forschungen erst in die zweite Hälfte des 2. Jahrhunderts. Kettensätze sowie eine teilweise unsystematische Gedankenführung sprechen ebenfalls für eine Anfertigung in großer Eile und ohne vorhergehende Planung. Die ersten vier Briefe verfasste Ignatius in Smyrna, die drei anderen Briefe in Troas.
Die 1646 veröffentlichte Mittlere Rezension gilt seit den Ausgaben von Zahn (1873) und Lightfoot (1885) als die authentische Fassung der Ignatiusbriefe. Anfangs ortete Harnack die Briefe in der Zeit von Hadrian (117–138) oder gar von Antoninus Pius (138–161), schloss sich aber später vorsichtig der Meinung von Zahn und Lightfoot an, die Briefe seien unter Trajan (bis 117) entstanden.
Die Datierungsfrage wurde zuerst von Joly und später mit anderen Argumenten und größerem Nachhall von Hübner wiedereröffnet.
Der Ausgang der Diskussion zu Hübners Thesen wird unterschiedlich gewertet. Ehrman bleibt bei der traditionellen Datierung (bis 117).
Barnes folgt Andreas Lindemann und ortet die Briefe in den 140er Jahren.
Nach Schmithals sind die Briefe unter Mark Aurel (161–180) entstanden.
Zwierlein sieht eine Entstehung in Rom um 180 und fragt, ob Ignatius von Antiochien eine Kunstfigur sei.

## Inhalt
Die Ignatiusbriefe zeugen von Ignatius’ Begegnungen mit Christen, die ihn auf seinem Leidensweg aufsuchen und ihn unterstützen. Ignatius selbst schreibt in Dankbarkeit den Gemeinden, deren Mitglieder er lobend erwähnt. Seine Briefe sind weitgehend eine Ermutigung zum christlichen Leben und eine Aufforderung zum Festhalten an der christlichen Lehre.
Neben diesen allgemeinen Aussagen finden sich in den Briefen auch Anklänge an das theologische Verständnis des Ignatius und die kirchlich relevanten Fragen seiner Zeit.

### Gegen Häresien
Ignatius warnt in den Briefen die christlichen Gemeinden vor judaisierenden Tendenzen („Es ist ungeheuerlich, von Jesus Christus zu reden und den Judaismus zu praktizieren“) und Doketismus. Im Brief an die Magnesier (Abs. 9) erwähnt er in diesem Zusammenhang, dass der Sonntag den Sabbat als christlichen Feiertag abgelöst habe.

### Gemeindestruktur
Die Ignatiusbriefe waren in der wachsenden Kirche angesehen, da Ignatius dem Bischofsamt eine bedeutende Rolle zusprach. Er forderte von den Gemeindemitgliedern Loyalität zum Bischof, der sich wiederum auf Presbyter und Diakone stütze. Frühere Schriften, z. B. die Paulusbriefe, kannten entweder Bischöfe und Diakone oder Presbyter, aber keine Hierarchie; auch war die Anzahl der Amtsinhaber in einer Gemeinde nicht klar. Ignatius beschreibt erstmals eine (vielleicht idealisierte) Gemeindestruktur, die den späteren kirchlichen Gebräuchen entspricht.
Aus ebendiesem Grund wurden die Briefe nach der Reformation von den protestantischen Kirchen abgelehnt. Teilweise wurden im 19. Jahrhundert alle Ignatiusbriefe (zusammen mit den später entstandenen Fälschungen) als unecht angesehen. Heute gelten die kurzen Versionen der sieben Ignatiusbriefe allgemein als authentisch.

### Eucharistiefeier
Die Eucharistie ist für Ignatius ein zentrales Element des Christseins. Er spricht in diesem Zusammenhang vom „Heilmittel zur Unsterblichkeit“ (Brief an die Epheser) und macht klar, dass schon die frühesten Christen an die Eucharistie als das Fleisch und Blut Jesu Christi glaubten:
Die Eucharistie ist das Fleisch unseres Retters Jesus Christus, das für unsere Sünden gelitten, das der Vater in seiner Güte auferweckt hat.

### Märtyrertod
Ignatius drückt in seinen Briefen einen starken, den heutigen Leser möglicherweise eher befremdenden Wunsch aus, als Märtyrer gewaltsam zu sterben, was er teilweise in drastischen Bildern ausmalt. Er sieht den Märtyrertod als das ultimative christliche Glaubenszeugnis. Mit dem Römerbrief versucht Ignatius die Christen Roms davon abzuhalten, sich seinem Martyrium entgegenzustellen. In diesem Zusammenhang ist die Frage nach seiner künftigen Grablege zentral. Ignatius will kein Grab, wie es die Apostel haben (deshalb: „Nicht wie Petrus und Paulus befehle ich euch“), sondern er will als Jünger Christi, dessen Grab leer war, kein Grab besitzen; vielmehr sollen die Löwen sein Grab werden. Damit bezeugt Ignatius, dass sich die römische Gemeinde um die Märtyrergräber bzw. die Apostelgräber kümmerte.

## Pseudo-Ignatiusbriefe
Von den sieben echten Briefen existieren unechte längere Versionen, die auf das späte 2. Jahrhundert oder danach datiert werden. Daneben gibt es noch dreizehn unechte Ignatiusbriefe, die alle vermutlich im späten 4. Jahrhundert entstanden sind und während der damaligen christologischen Auseinandersetzungen bestimmte Positionen unter die Autorität des Ignatius stellen sollten. Diese späten Schriften stellen heute eine wichtige Quelle zur innerkirchlichen Auseinandersetzung ihrer Zeit dar.